# دلفین فرفره
دُلفین فرفره یا دلفین چرخان (نام علمی: Stenella longirostris) یکی از گونه‌های دلفین است.
این دلفین کوچک‌جثه در کرانه‌های آب‌های گرمسیری سراسر جهان یافت می‌شود.
دلفین فرفره به خاطر پرش‌های خود که در آن گرد یک محور به صورت عمودی می‌چرخد معروف است.
رنگ این دلفین‌ها خاکستری تیره است که در ناحیه دم، پشت و گلو تکه‌های تیره‌تری دارد. رنگ روی شکم آن‌ها معمولاً سفید کرم‌رنگ است ولی تفاوت‌های زیادی در این مورد وجود دارد.
پوزه دلفین‌های چرخان دراز و باریک است و نوک پوزه آن‌ها تیره‌رنگ است. باله‌های آن‌ها نیز برای دلفین‌هایی با این اندازه دراز به شمار می‌آیند. دلفین‌های فرفره در میان آب‌بازان متنوع‌ترین جانور هستند.
صدای این دلفین‌ها نوعی تق‌تق و سوت زدن و ضربه‌های پیاپی است. این صدا آمیزه‌ای از پژواک‌یابی و ارتباط است.
دلفین‌ها به وسیله پژواک‌یابی می‌توانند اشیاء را در آب‌های تیره و تاریک نیز ردیابی کنند.
آن‌ها با آرایه‌ای پیچیده از صداهای سوت‌مانند با یکدیگر صحبت می‌کنند. دلفین‌های فرفره به وسیله سوت‌های ویژه و در همان حال خارج کردن رشته‌ای از حباب از منفذ هواگیری (هواگیر)، هویت شخص خود را برای دیگر دلفین‌ها مشخص می‌کنند. به این سوت‌ها، سوت‌های شناسه‌ای گفته می‌شود.

## زیرگونه‌ها
دلفین فرفره چهار زیرگونه دارد:
- دلفین فرفره شرقی (S. l. orientalis) که در آب‌های گرمسیری اقیانوس آرام شرقی زندگی می‌کند.
- دلفین فرفره آمریکای مرکزی (S. l. centroamericana)
- دلفین فرفره کوتوله (S. l. roseiventris) که در خلیج تایلند زندگی می‌کند.
- دلفین فرفره هاوایی (S. l. longirostris) که در اقیانوس آرام میانی و پیرامون هاوایی زندگ می‌کند.